# BAN!BOO!ぱいん!!
『BAN！BOO！ぱいん』（バンブーぱいん）とは、2002年4月1日から2003年3月26日まで、一部の日本テレビ系列局で放映されていた読売テレビ（ytv）制作のバラエティ番組である。
タイトルは、出演者が所属する松竹芸能をもじったもの（竹=bamboo、松=pine）。
『鶴瓶上岡パペポTV』の流れを汲んだ、鶴瓶がメインの読売テレビ制作の深夜番組としては最後の番組に当たる。

## 放送時間
- 毎週月曜24：50 ‐ 25：20（2002年4月 ‐ 9月）
- 毎週水曜24：50 ‐ 25：20（2002年10月 ‐ 2003年3月)

## 出演者
- 笑福亭鶴瓶
- ますだおかだ（岡田圭右・増田英彦）
- アメリカザリガニ（柳原哲也・平井善之）

## 内容
前半のトークコーナーと後半のコントコーナーの2部構成。
- トークコーナー

毎週始めに出されたテーマを元に出演者がトークをする。鶴瓶+ますだおかだ、鶴瓶+アメリカザリガニの2組を入れ替えでトークをする。
トークの前に、テーマに即した内容の視聴者から投稿された体験談が紹介される。採用者には「BAN!BOO!ぱいん!!缶」というパイナップルの缶詰が贈られた。
- コントコーナー

その場で与えられた「○○の5人」（例:葬式の5人、卒業式の5人など）というテーマ（シチュエーション）で、5人全員がアドリブでコントをする。テーマ発表の際、ジャンケンで暗転当番を決める（この際に掛け声は「最初はグー、BAN！BOO！ぱいん」と合わせて行う）。
暗転当番は、ここがコントのオチだと思った時点で暗転スイッチを押し、舞台を暗転させ、コントを終了させる。大抵は、暗転当番になった人がコントにオチをつける。コントにおけるリーダー役である。
- 今日のお粗末さん（エンディング）

コントコーナーで最も不甲斐無かった者が、真っ暗な舞台の中央で反省の弁を述べる。通常はメンバー5人の中から選ばれるが、一度演出面の責任が問われ、番組プロデューサーの土居原がお粗末さんに選ばれたことがある(本人は登場せず)。

## スタッフ
- 構成　疋田哲夫　上田信彦　藤本多賀雄
- 演出　土居原作也
- プロデューサー　菱田義和　高林純平(松竹芸能)
- チーフプロデューサー　荻原武博
- 制作協力　松竹芸能

## ネット局
- 読売テレビ
- 日本テレビ
- 秋田放送
- ミヤギテレビ
- テレビ新潟
- 静岡第一テレビ
- 中京テレビ
- テレビ金沢
- 西日本放送
- 山口放送
- 福岡放送
- 長崎国際テレビ
- 熊本県民テレビ
- 鹿児島読売テレビ

## 備考
- 鹿児島読売テレビでは、最終回がイラク戦争報道特番の影響で、開始時間を通常より約2時間繰り下げて放送された。